# Victorine Meurent
Victorine Louise Meurent, Meuran, Meurand o Meurend (Colombes, 18 de febrero de 1844-17 de marzo de 1927) fue una modelo y pintora francesa, conocida sobre todo por aparecer en varios cuadros de Édouard Manet. Posó también para Alfred Stevens y Edgar Degas, ambos amigos de Manet.

## Datos biográficos

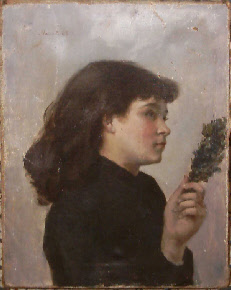
Le jour des rameaux, c. 1880.

De familia aficionada al arte, Victorine comienza a posar en 1850 para el pintor academicista Thomas Couture, con quien trabaja hasta 1863 y en cuyo estudio conoce en 1862 a Édouard Manet, a la vez que ejerce la prostitución en uno de los burdeles más conocidos de París.
Como pintora, se sabe que llegó a exponer hasta en seis ocasiones en el denominado Salón de París, cabiendo destacar que, lamentablemente, solo una de estas obras ha llegado hasta hoy. Se trata de Le jour des rameaux («El domingo de Ramos»), conservada en la actualidad en el Museo Municipal de Arte e Historia de Colombes.
Cuando fallece Manet en abril de 1883, Victorine se queda sin su único apoyo económico. Se dirige entonces a su viuda, la pianista y también modelo Suzanne Manet, para solicitarle un préstamo que el pintor le había prometido, pero le es denegado. Más adelante, Toulouse-Lautrec y Étienne Leroy le dejan el dinero para comprar un puesto de acomodadora en un teatro. Consigue ingresar en la Asociación de Artistas Franceses, que la beca en dos ocasiones. En 1906, vende su puesto y se retira a vivir con otra exacomodadora a Colombes, donde muere el 17 de marzo de 1927.

## Obras en las que aparece
Victorine aparece al menos en ocho cuadros de Manet realizados entre 1862 y 1873. En cuanto a los controvertidos desnudos del autor, cabe destacar que, si se tiene en cuenta que la joven de  Le déjeuner resulta de la unión del rostro de Meurent con el cuerpo de Suzanne Manet (más corpulento), el único desnudo de Victorine conocido hasta ahora es el de Olympia.
| Obra | Título                              | Fecha | Técnica           | Dimensiones      | Localización                    |
| ---- | ----------------------------------- | ----- | ----------------- | ---------------- | ------------------------------- |
|      | Retrato de Victorine Meurent        | 1862  | Óleo sobre lienzo | 42,9 × 43,7 cm   | Museo de Bellas Artes, Boston   |
|      | La chanteuse de rue                 | 1862  | Óleo sobre lienzo | 174 × 118 cm     | Museo de Bellas Artes, Boston   |
|      | Victorine Meurent vestida de torero | 1862  | Óleo sobre lienzo | 162,5 × 125,5 cm | Metropolitan Museum, Nueva York |

| Obra | Título                  | Fecha | Técnica           | Dimensiones    | Localización            |
| ---- | ----------------------- | ----- | ----------------- | -------------- | ----------------------- |
|      | Le déjeuner sur l'herbe | 1863  | Óleo sobre lienzo | 208 × 264,5 cm | Museo de Orsay, París   |
|      | Olympia (estudio)       | 1863  |                   |                | Lilith Gallery, Toronto |
|      | Olympia                 | 1863  | Óleo sobre lienzo | 90 × 130,5 cm  | Museo de Orsay, París   |

| Cuadro | Título         | Fecha   | Técnica           | Dimensiones      | Localización                         |
| ------ | -------------- | ------- | ----------------- | ---------------- | ------------------------------------ |
|        | La guitarrista | c. 1866 | Óleo sobre lienzo | 63,5 x 80 cm     | Hill-Stead Museum, Farmington        |
|        | Mujer con loro | 1866    | Óleo sobre lienzo | 185,1 x 128,6 cm | Metropolitan Museum, Nueva York      |
|        | El ferrocarril | 1873    | Óleo sobre lienzo | 93,3 × 111,5 cm  | Galería Nacional de Arte, Washington |

## Victorine en la ficción
Novela
- Finerman, Debra (2007). Mademoiselle Victorine: A Novel. Paperback.
- Main, V. R. (2008). A Woman With No Clothes On. London: Delancey Press.
- Moore, George (1906). Memoirs of My Dead Life. London: William Heinemann.
- Gibbon, Maureen (2017). Rojo París. Madrid: Vaso Roto Ediciones.

Filmografía
- Título original: Intimate Lives: The Women of Manet. Año: 1998. Intérpretes: Gene Armor, Richard Neil, Shelley Phillips.